# NGC 2914
NGC 2914 este o galaxie LINER situată în constelația Leul. A fost descoperită în 3 martie 1786 de către William Herschel. Se află la o distanță de 47,31 de megaparseci de Pământ.